# オリヴァー・ゴールドスミス

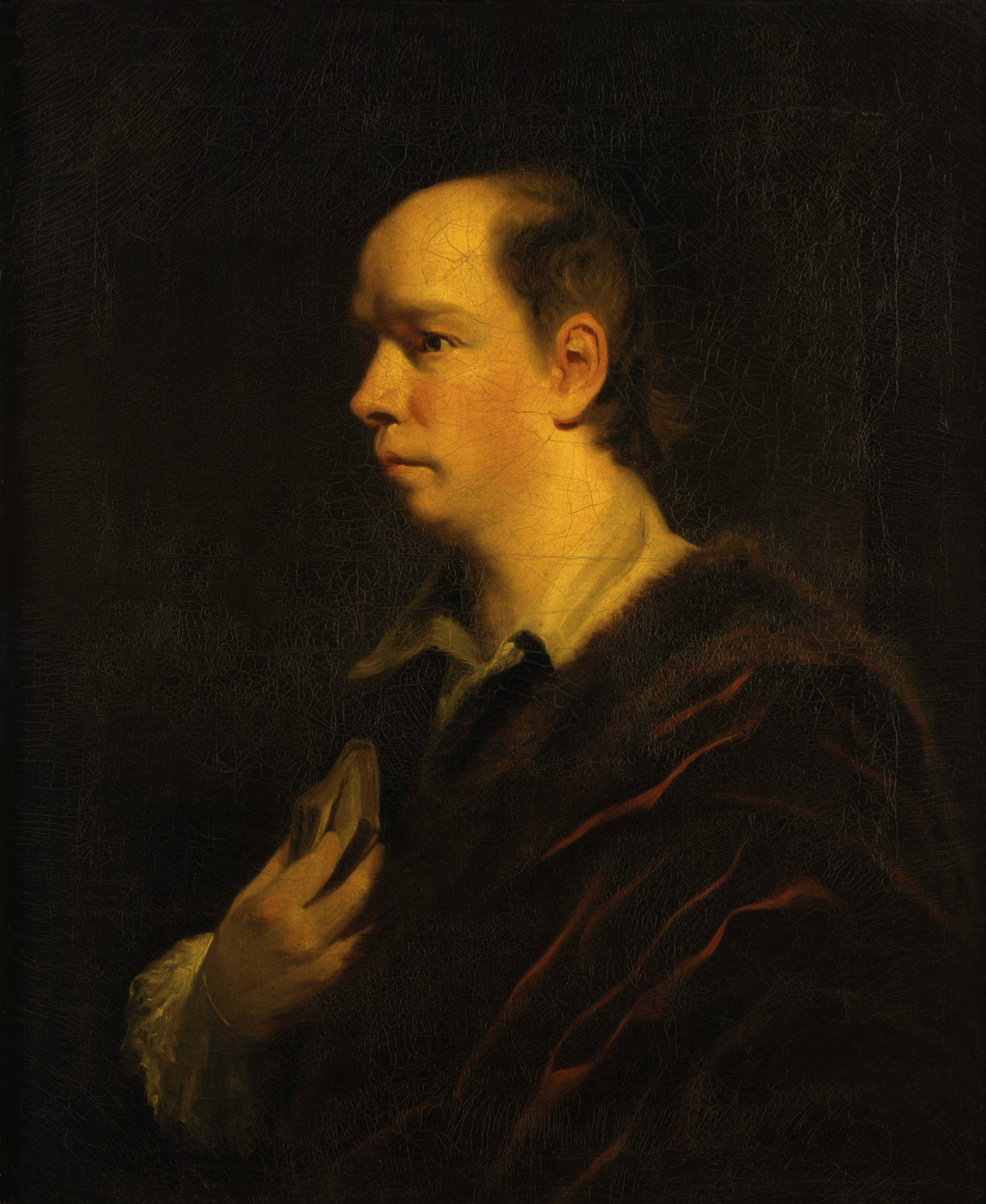
ジョシュア・レノルズによる肖像画に基づく絵画

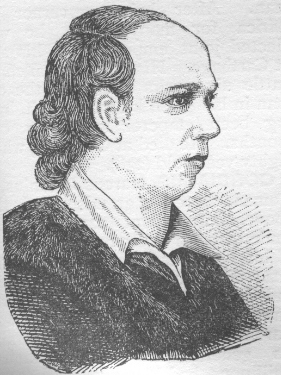
オリヴァー・ゴールドスミス

オリヴァー・ゴールドスミス（英語: Oliver Goldsmith, 1730年11月10日? - 1774年4月4日）は、英国の詩人、小説家、劇作家。アイルランド生まれ。主著に小説『ウェイクフィールドの牧師』（The Vicar of Wakefield）、喜劇『お人よし』と『負けるが勝ち』、長編詩の『旅人』、詩集の『寒村行』（The Deserted Village）がある。

## 生涯
アイルランドで出生。父は牧師。
トリニティ・カレッジ・ダブリンになんとか入学し無事卒業。聖職者の準備の一環である医学を学ぶためにヨーロッパ各地の大学に行くがどこも修了できず1756年にロンドンに移住。生計をたてるため1760年から雑誌に随筆を寄稿したところ人気が出て、それを1762年に『世界の市民』という題名で出版。
1764年にジョシュア・レノルズとサミュエル・ジョンソンが結成した「ザ・クラブ」（のちの文学クラブThe Literary Club）の創立会員となり、長詩や喜劇作品を発表したが貧しい生活だけは変わらなかった。小説や詩のほかにも伝記も書いた。
1774年にロンドンに、43歳あるいは46歳で死去した。

## 評価
- その主著である『ウェイクフィールドの牧師』はドイツの文豪ゲーテをして「小説の鑑」と言わしめた。

## 著書
- 『世界の市民』（随筆、1762年）
- 『旅人』（長詩、1764年）
- 『イギリス史』（歴史書、1764年）
- 『ウェークフィールドの牧師』（小説、1766年）
- 『お人好し』（1768年）
- 『寒村行』（1770年）
- 『負けるが勝ち』（She Stoops to Conquer）（喜劇、1773年）

## 関連図書
- Stephen, Leslie (1890). "Goldsmith, Oliver" . In Stephen, Leslie; Lee, Sidney (eds.). Dictionary of National Biography (英語). Vol. 22. London: Smith, Elder & Co. pp. 86–95.
- Macaulay, Thomas Babington, Lord (1911). "Goldsmith, Oliver" . In Chisholm, Hugh (ed.). Encyclopædia Britannica (英語). Vol. 12 (11th ed.). Cambridge University Press. pp. 214–218.